# 興南
興南，是臺灣桃園市中壢區的一個傳統地域名稱，位於該區中部。相較於今日行政區，其範圍大致包括興和里、興平里、興國里、興南里、永興里、中壢里、中榮里西大半部、中建里西部凸出部分、金華里南端。
昔日「中壢老街」位於本地區最南端，是今日中壢都會區的發源地。

## 歷史
台灣清治末期至日治初期，興南地區為一街庄，稱為「興南庄」，隸屬於桃澗堡。該庄北與青埔庄為鄰，東與水尾庄為鄰，南邊為石頭庄、北勢庄，西邊為三座屋庄、芝芭里庄。
1901年（日治明治三十四年）11月，全台廢縣廳改設二十廳，該庄隸屬於桃仔園廳。1903年（明治三十六年），改名桃園廳。1909年（明治四十二年）10月，合併二十廳為十二廳，該庄隸屬不變。1920年（大正九年），廢十二廳改設五州二廳，該庄改制為「興南」大字，隸屬於新竹州中壢郡中壢街，大字下有「興南」、「中壢老」小字名。
戰後中壢街改制為中壢鎮，隸屬於新竹縣，大字亦改制為里。1950年桃、竹、苗分治，中壢鎮改隸屬於桃園縣。1967年，中壢鎮因人口達10萬而改制為中壢市。2014年12月，桃園縣升格為直轄桃園市，中壢市改制為中壢區。

## 交通
國道1號又稱「中山高速公路」，是台灣西部兩條縱向高速公路之一，大致以東北－西南走向經過興南地區中部偏北地帶，東北側最近的匝道是內壢交流道、西南側最近的是中壢交流道，由此等進入可快速前往台灣西部各地。
省道台1線又稱「縱貫公路」，是台北至屏東楓港的幹道，大致以橫向經過本地區中部偏南地帶，向東繞過中壢市區可前往桃園、新莊、台北等地，向西繞過市區可前往楊梅、竹北、新竹等地。省道台1線在本地區路段屬於中壢都會區外環道北段的一部分。
縣道113號是大園至龍潭十一份的道路，大致以縱向經過本地區西部，向北可前往青埔、大園後，於埔頂與省道台15線交會；向南可前往龍潭後，於十一份與省道台3乙線交會。
縣道113丙線是青埔至中壢的道路，其南側端點位於本地區中部偏東南的省道台1線路口，由此向北大致沿本地區東部邊界地帶而行，出北部邊界後於高鐵站西北側止於縣道113號本線路口。
縣道114號是新屋永安漁港至板橋光復橋的道路，大致以橫向經過本地區南部，向西可前往新屋、永安漁港等地，向東可前往八德、鶯歌、板橋等地。

## 學校
- 聖德基督學院
- 中壢家商
- 中壢國小（部分）
- 興國國小